# Risjákjávrre
Risjákjávrre, enligt tidigare ortografi Rissajaure, är en sjö i Jokkmokks kommun i Lappland och ingår i Luleälvens huvudavrinningsområde. Risjákjávrre ligger i Stora Sjöfallet Natura 2000-område.